# 다마시로 다이시
다마시로 다이시(일본어: 玉城 大志, 2001년 4월 10일~)는 일본의 축구 선수이다.

## 구단 경력
그는 2024년 J2리그의 더스파 군마에 입단했다. 8월 J3리그의 가이나레 돗토리로 임대 이적했다. 2025년 J3리그의 더스파 군마로 복귀했다.